# Ferreiros (Moita)
Ferreiros é um lugar da freguesia de Moita, no Município de Anadia. Foi vila e sede de um dos mais antigos concelhos do distrito de Aveiro, com foral de 1210. Manteve-se como sede de concelho até ao século XIX. Confundia-se com a freguesia da Moita e tinha, em 1801, 1 192 habitantes.
A partir da segunda metade do século XIV, o concelho de Ferreiros esteve integrado no chamado "senhorio de Carvalhais", juntamente com os concelhos de Avelãs de Cima e Ílhavo. A partir de meados do século XV, o senhorio de Carvalhais, incluindo Ferreiros, entrou na posse de Rui Borges, almoxarife da alfândega de Lisboa e conselheiro régio, mantendo-se nos seus descendentes até ao século XIX. A sede do senhorio era o Paço de Carvalhais, edifício actualmente em ruínas no sítio conhecido como Alto do Paço, junto ao lugar de Carvalhais. O último senhor de Ferreiros, Avelãs de Cima e Ílhavo, D. José Maria de Almada Castro Noronha da Silveira Lobo, foi agraciado com o título de Conde de Carvalhais em 1824.